# 大平プロダクション
有限会社大平プロダクション（おおひらプロダクション）は、かつて存在した日本の芸能事務所。主に声優のマネージメントを行っていた。付属養成所に大平透声優ゼミナールがある。2001年10月1日からモアナ・ファクトリーに代表の大平透を除いたタレントのスケジュール及びマネージメント業務を委託していたが、現在は解消している。

## 所属声優

### 男性
- 會田朋憲
- 岩尾大樹
- 菅原隆
- 田中勇介
- 塚原剛
- 野村幸保
- 日和佐直也
- 藤原斉之
- 堀井秀文
- 南たかし
- 村尾真嗣
- 矢野智久
- 山田託未
- 山野下浩章（マネージャー兼任）
- 與那嶺恵吾

### 女性
- あおきよしえ
- 秋月祥子
- 阿部裕子
- 荒川広海
- 李天妃
- 片岡ちゃこ
- 倉上佳
- 瞳子
- 時永葉音
- 菜々倉ゆみ
- にわやま雪音
- 額田祐菜
- 羽川幸
- 浜名萬すみ
- 榛那純子
- 古川美聡
- 本條宏枝
- 水田葉子
- 夕城茜
- 横須賀理恵

## かつて所属していた声優

### 男性
- 石島英一（フリー）
- 大平透（在籍中に死去）
- 大山昇
- 坂本一
- 田尻ひろゆき
- 東條達也（現所属：81プロデュース）
- 内藤宏樹（フリー）
- 中嶋一成（現所属：アーツビジョン）
- 浜田健作
- 宮藤久也（現所属：ぷろだくしょん★A組）
- 和田祐樹（現所属：ビプロ）

### 女性
- 新子夏代（現所属：オフィスキイワード）
- 天羽レイ（フリー）
- 大平みな（現所属：洒落）
- 小出悦子（現所属：ケンユウオフィス）
- 小町リカコ（フリー）
- 早乙女美帆
- 佐野かなめ
- 柴田樹亜（フリー）
- 竹本かすみ（現所属：東京俳優生活協同組合）
- 田村早樹子（現：みらーれTVアナウンサー）
- 野畑真寿美（フリー）
- MACHA（フリー）
- 松井のり子
- 松山薫（フリー）
- 毛利美香（現所属：フェイスプランニング）